# Phyteuma
Phyteuma L., 1753 è un genere di piante angiosperme eudicotiledoni appartenenti alla famiglia delle Campanulaceae (sottofamiglia Campanuloideae), dall'aspetto di erbacee annuali con infiorescenze globose o a forma di spiga.

## Etimologia
Il nome generico (Phyteuma), utilizzato per la prima volta da Dioscoride (Anazarbe, 40 circa – 90 circa) medico, botanico e farmacista greco antico che esercitò a Roma  ai tempi dell'imperatore Nerone, deriva dalla parola greca "phyto" (= pianta) e significa: "ciò che è piantato".
Il nome scientifico del genere è stato proposto da Carl von Linné (1707 – 1778) biologo e scrittore svedese, considerato il padre della moderna classificazione scientifica degli organismi viventi, nella pubblicazione "Species Plantarum - 1: 170. 1753" del 1753.

## Descrizione

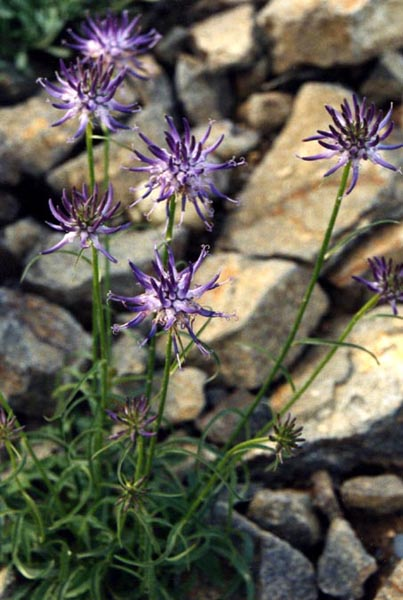
Il portamento
Phyteuma orbiculare

Queste piante arrivano al massimo ad una altezza massima di circa 8 dm. La forma biologica prevalente è emicriptofita scaposa (H scap), ossia in generale sono piante erbacee, a ciclo biologico perenne, con gemme svernanti al livello del suolo e protette dalla lettiera o dalla neve e sono dotate di un asse fiorale eretto e spesso privo di foglie. Gli scapi sono semplici e indivisi. Queste piante inoltre contengono lattice.

### Radici
Le radici sono secondarie da rizoma.

### Fusto
- Parte ipogea: la parte sotterranea è un rizoma carnoso.
- Parte epigea: la parte aerea del fusto è eretta e semplice; può essere glabra e a sezione angolosa.

### Foglie

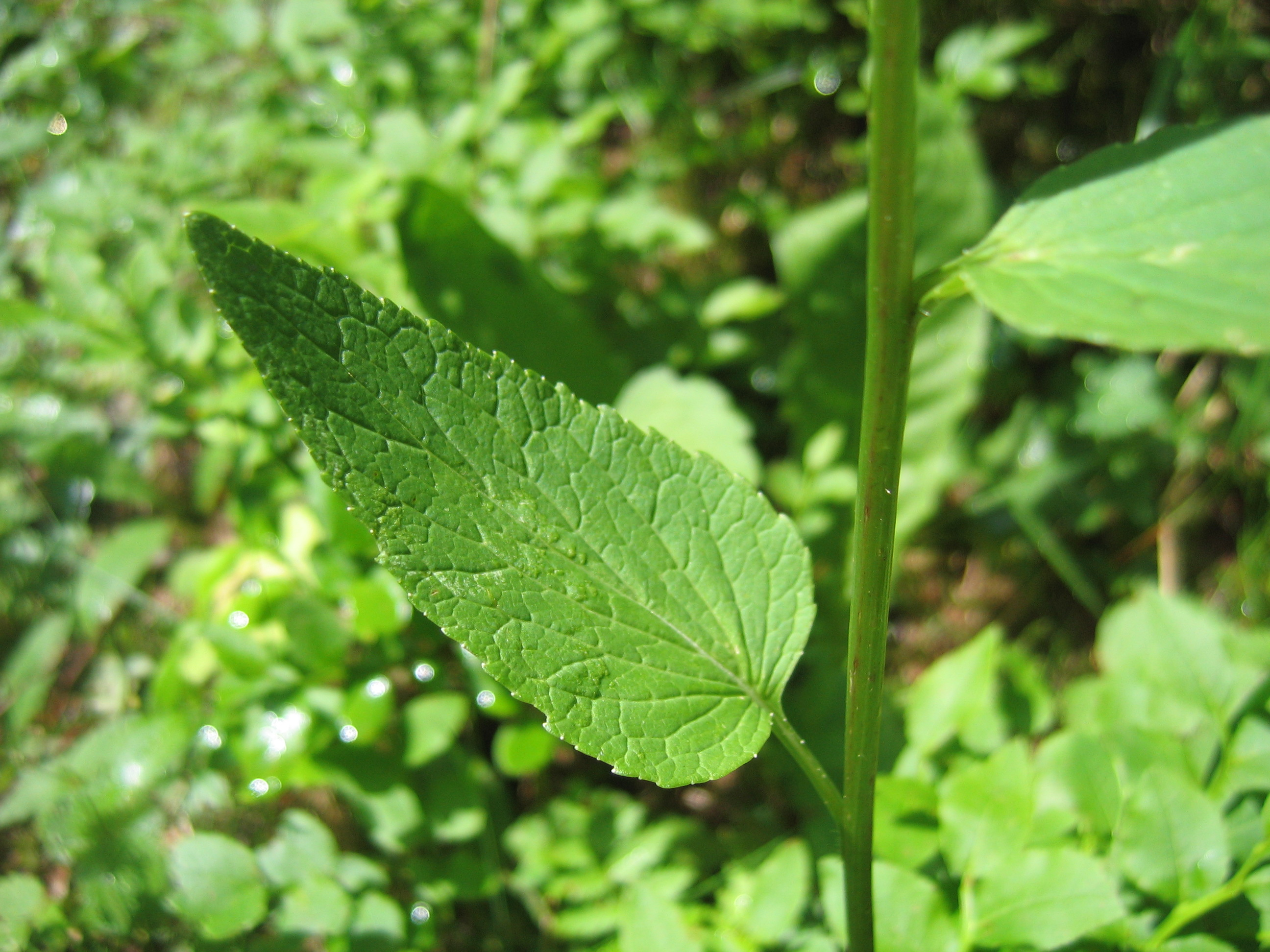
Le foglie
Phyteuma spicatum

Le foglie sono sia basali che cauline. Quelle basali sono picciolate ed hanno una lamina intera a forma da lanceolata a ovale-cuoriforme. In alcune specie la lamina è da strettamente lanceolata a quasi lineare. I bordi in genere sono variamente dentati. Le foglie cauline, a disposizione spiralata, sono progressivamente più piccole e più ristrette e sono subsessili.

### Infiorescenza

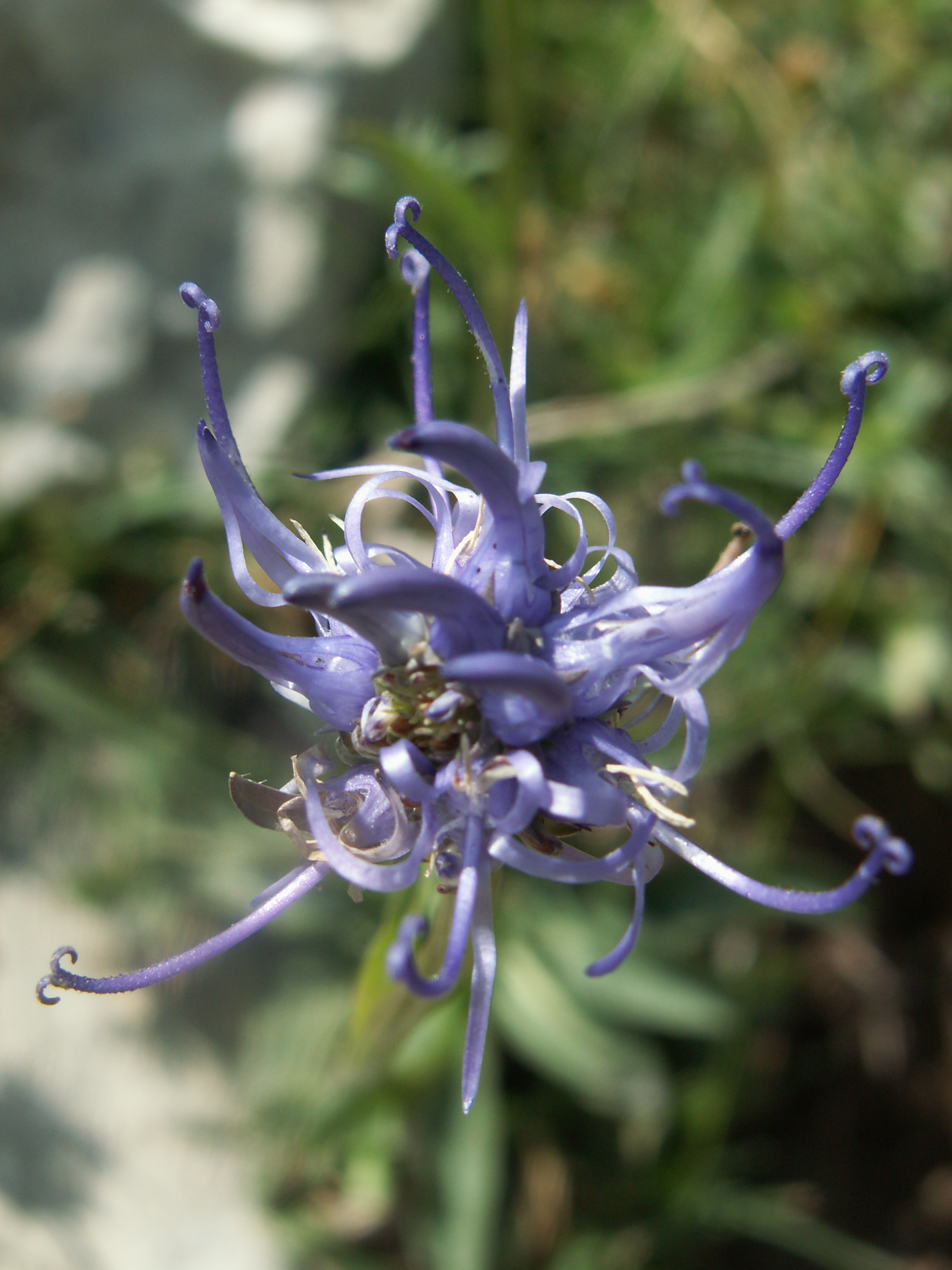
Infiorescenza
Phyteuma hemisphaericum

Le infiorescenze sono formate da diversi fiori sessili o subsessili raccolti in un capolino con forme da globoso-sferiche a cilindriche tipo spiga. L'infiorescenza può essere sottesa da alcune brattee.

### Fiore
I fiori sono tetra-ciclici, ossia sono presenti 4 verticilli: calice – corolla – androceo – gineceo (in questo caso il perianzio è ben distinto tra calice e corolla) e pentameri (ogni verticillo ha 5 elementi). I fiori sono inoltre gamopetali, ermafroditi e attinomorfi.
- Formula fiorale: per questa pianta viene indicata la seguente formula fiorale:

K (5), C (5), A (5), G (2-5), infero, capsula
- Calice: il calice è un tubo campanulato, saldato all'ovario; i sepali sono 4 - 5 più o meno connati.
- Corolla: la corolla con 4 - 5 lobi uniti all'apice, è colorata di bianco, giallastro, azzurro o violaceo; il portamento della corolla è un poco arcuato.
- Androceo: gli stami sono 5 con antere libere (ossia saldate solamente alla base) e filamenti sottili, allungati, membranosi (barbati di bianco) e allargati alla base. Le antere sono lineari e biloculari con deiscenza longitudinale. Il polline è 4-porato e spinuloso (esina irta di punti). Gli stami sporgono dalle aperture della corolla.
- Gineceo: lo stilo è unico con 2/3 stigmi.  L'ovario è infero, 2-3-loculare con placentazione assile (centrale), formato da 3 carpelli (ovario sincarpico). Lo stilo, sporgente dalla corolla, possiede dei peli per raccogliere il polline. Le superfici stigmatiche sono posizionate sulla faccia superiore degli stigmi.

### Frutti
I frutti sono delle capsule poricide 3-loculari; la deiscenza avviene tramite 2 - 3 pori situati nella parte laterale. I semi sono molto numerosi, minuti e lisci.

## Riproduzione
- Impollinazione: l'impollinazione avviene tramite insetti (impollinazione entomogama con api e farfalle anche notturne). In queste piante è presente un particolare meccanismo a "pistone": le antere formano un tubo nel quale viene rilasciato il polline raccolto successivamente dai peli dallo stilo che nel frattempo si accresce e porta il polline verso l'esterno.[8]
- Riproduzione: la fecondazione avviene fondamentalmente tramite l'impollinazione dei fiori (vedi sopra).
- Dispersione: i semi cadendo a terra (dopo essere stati trasportati per alcuni metri dal vento, essendo molto minuti e leggeri – disseminazione anemocora) sono successivamente dispersi soprattutto da insetti tipo formiche (disseminazione mirmecoria).

## Distribuzione e habitat
La distribuzione di questo genere è praticamente europea con alcune specie circoscritte all'Africa Mediterranea (Marocco). L'habitat è in prevalenza quello montano/alpino (boschi, prati, pascoli, pendii erbosi, pietraie e radure boschive)

### Distribuzione e habitat delle specie alpine italiane
Quasi tutte le specie spontanee della flora italiana vivono sull'arco alpino. La tabella seguente mette in evidenza i dati relativi all'habitat, al substrato e alla distribuzione delle principali specie o gruppi alpini:
| Specie | Comunità vegetali | Piani vegetazionali         | Substrato  | pH     | Livello trofico | H2O   | Ambiente    | Zona alpina             |
| --- | ----------------- | --------------------------- | ---------- | ------ | --------------- | ----- | ----------- | ----------------------- |
| P. betonicifolium | 10                | alpino subalpino montano    | Si         | acido  | basso           | medio | F7 G1 I1 I2 | tutto l'arco alpino     |
| P. charmelii | 3                 | subalpino montano           | Ca         | basico | basso           | secco | C2          | CN                      |
| P. cordatum | 3                 | subalpino montano collinare | Ca         | basico | basso           | secco | C2          | CN                      |
| P. globulariifolium | 10                | alpino subalpino            | Si         | acido  | basso           | secco | F5          | Alpi centrali           |
| P. hedraianthifolium | 3                 | alpino                      | Si         | acido  | basso           | secco | C2          | Alpi centrali           |
| P. hemisphaericum | 10                | alpino subalpino            | Si         | acido  | basso           | secco | C2 F5 G1    | tutto l'arco alpino     |
| P. humile | 3                 | alpino subalpino            | Si         | acido  | basso           | secco | C2          | Alpi occidentali        |
| P. michelii | 10                | alpino subalpino            | Si         | acido  | basso           | secco | F5          | CN                      |
| P. orbiculare | 10                | subalpino montano collinare | Ca - Ca/Si | basico | basso           | medio | F2 F5       | tutto l'arco alpino     |
| P. ovatum | 11                | subalpino montano           | Ca - Ca/Si | neutro | alto            | umido | F3 F7 G2    | tutto l'arco alpino     |
| P. persicifolium | 11                | subalpino montano           | Ca - Ca/Si | acido  | basso           | medio | B6 F3 F7    | Alpi orientali          |
| P. scheuchzeri | 3                 | subalpino montano           | Ca - Si    | neutro | basso           | secco | C2          | Alpi centro-occidentali |
| P. scorzonerifolium | 11                | subalpino montano collinare | Ca - Ca/Si | acido  | basso           | secco | F3 F7 G1 G4 | Alpi centro-occidentali |
| P. sieberi | 3                 | alpino subalpino            | Ca         | basico | basso           | secco | C2 F5       | Alpi orientali          |
| P. spicatum | 14                | montano collinare           | Ca - Ca/Si | neutro | medio           | medio | F3 G2 I1 I2 | tutto l'arco alpino     |
| Legenda e note alla tabella. Substrato con “Ca/Si” si intendono rocce di carattere intermedio (calcari silicei e simili); vengono prese in considerazione solo le zone alpine del territorio italiano (sono indicate le sigle delle province). Comunità vegetali: 3 = comunità delle fessure, delle rupi e dei ghiaioni; 10 = comunità delle praterie rase dei piani subalpino e alpino con dominanza di emicriptofite; 11 = comunità delle macro- e megaforbie terrestri; 14 = comunità forestali Ambienti: C2 = rupi, muri e ripari sotto roccia; B6 = tagli rasi forestali, schiarite, strade forestali; F2 = praterie rase, prati e pascoli dal piano collinare al subalpino; F3 = prati e pascoli mesofili e igrofili; F5 = praterie rase subalpine e alpine; F7 = margini erbacei dei boschi; G1 = lande e popolamenti a lavanda; G2 = praterie rase dal piano collinare a quello alpino; G4 = arbusteti e margini dei boschi; I1 = boschi di conifere; I2 = boschi di latifoglie. |                   |                             |            |        |                 |       |             |                         |

## Tassonomia
La famiglia di appartenenza del genere Phyteuma (Campanulaceae) è relativamente numerosa con 89 generi per oltre 2000 specie (sul territorio italiano si contano una dozzina di generi per un totale di circa 100 specie); comprende erbacee ma anche arbusti, distribuiti in tutto il mondo, ma soprattutto nelle zone temperate. Il genere di questa voce appartiene alla sottofamiglia Campanuloideae (una delle cinque sottofamiglie nella quale è stata suddivisa la famiglia Campanulaceae) e comprende una trentina di specie 16 delle quali sono presenti sul territorio italiano.

Il Sistema Cronquist assegna il genere Phyteuma alla famiglia delle Campanulaceae e all'ordine  delle Campanulales mentre la moderna classificazione APG la colloca nell'ordine delle Asterales (stessa famiglia). Sempre in base alla classificazione APG sono cambiati anche i livelli superiori (vedi tabella all'inizio a destra).

Il numero cromosomico delle specie di questo genere varia da 2n = 16, 18, 20, 22, 24, 26 e 28.

### Filogenesi

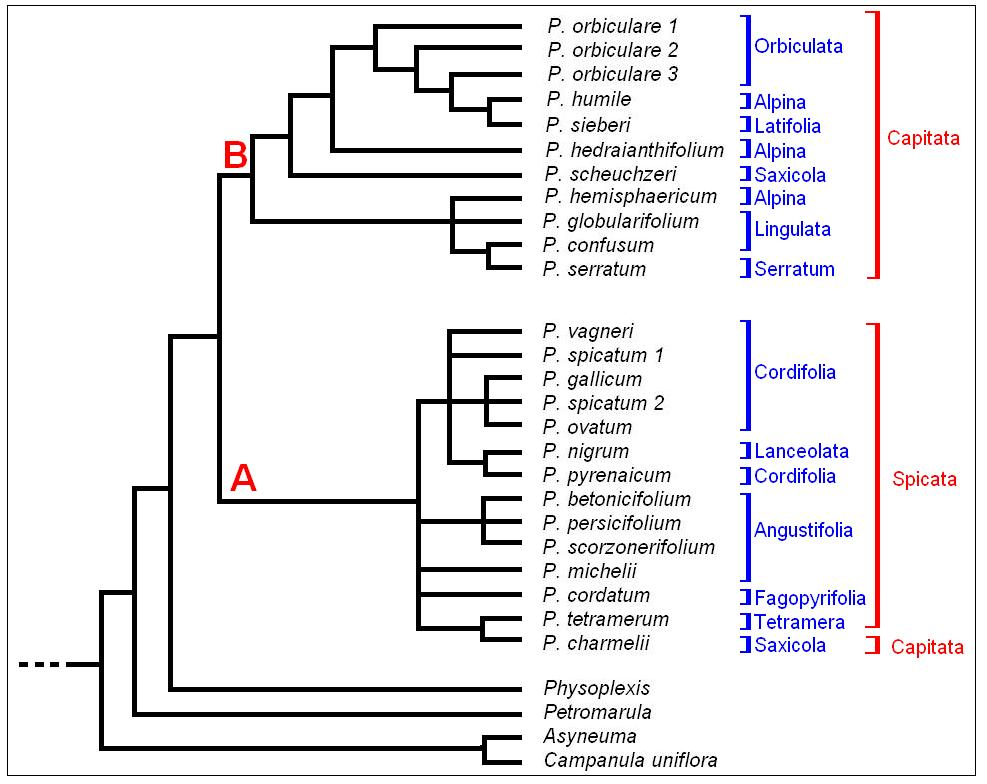
Cladogramma del genere

Storicamente il genere veniva diviso in due sezioni: Phyteuma e Podanthum Don, 1834 in base all'infiorescenza compatta o sciolta; diventate in seguito tre:
- Hedranthum (fiori sessili), Synotoma (fiori peduncolati a 2 stigmi) e Podanthum (fiori peduncolati a 3 stigmi).[9] Uno studio del 1904 (Schulz) proponeva il genere diviso in due sezioni principali e vari raggruppamenti secondari qui sotto descritti (sono indicate per semplicità solamente le specie presenti nella flora spontanea italiana e alcune altre):[11]

- sect. Spicata

- ser. Cordifolia (P. ovatum, P. spicatum)
- ser. Lanceolata (P. gallicum, P. nigrum)
- ser. Tetramera (P. tetramerum)
- ser. Angustifolia (P. betonicifolium, P. michelii, P. scorzonerifolium)
- ser. Fagopyrifolia (P. cordatum)

- sect. Capitata

- ser. Orbiculata (P. orbiculare)
- ser. Latifolia (P. sieberi)
- ser. Saxicola (P. charmelii, P. scheuchzeri, P. serratum)
- ser. Alpina (P. hedraianthifolium, P. hemisphaericum, P. humile)
- ser. Lingulata (P. confusum, P. globulariifolium)

In seguito il genere è stato notevolmente ridotto (da 40 specie iniziali alle attuali 17 più alcuni ibridi) assegnando alcune sezioni a generi autonomi come la specie Phyteuma comosum (sezione Syntoma) al genere Physoplexis. Attualmente in base agli ultimi studi di tipo filogenetico sul DNA risulta che Phyteuma è monofiletico ed è “gruppo fratello” del genere Physoplexis. In particolare il genere Phyteuma è incluso nel genere Campanula (genere non monofiletico) e annidato nel "Rapunculus clade" insieme ai generi Adenophora, Asyneuma, Legousia ed altri.
All'interno del genere sono stati individuati due cladi principali "A" e "B" corrispondenti grosso modo alle due sezioni sopradescritte. In realtà rispetto alla tassonomia del 1904 le due sezioni non risultano monofiletiche, e non risultano monofiletici neppure molti dei raggruppamenti sottostanti. È quindi probabile che nel futuro la struttura interna del genere sarà ulteriormente revisionata. Il cladogramma tratto dallo studio citato propone una possibile struttura del genere mettendo anche a confronto la tassonomia precedente.

### Specie spontanee italiane
Per meglio comprendere ed individuare le varie specie del genere (solamente per le specie spontanee della flora italiana) l’elenco seguente utilizza in parte il sistema delle chiavi analitiche (vengono cioè indicate solamente quelle caratteristiche utili a distingue una specie dall'altra).
- SEZIONE 1: l'infiorescenza è cilindrico-ovale, più lunga che larga;

- Gruppo 1A: la lamina delle foglie (almeno quelle basali) è ovato-cuoriforme (1,1 - 2 volte più lunga che larga); la corolla presenta un portamento incurvato prima dell'antesi;

- Gruppo 2A: la lamina delle foglie basali è cuoriforme; le foglie cauline sono progressivamente ristrette alla base; gli stigmi sono 2;

- Phyteuma spicatum L. - Raponzolo giallo: la lamina delle foglie basali è 1,5 volte più lunga che larga, i bordi sono crenulati o dentellati; la corolla è bianca, gialla o screziata di azzurro. L'altezza varia da 3 a 8 dm; il tipo corologico è Centro Europeo; l'habitat tipico sono i boschi di faggete; sul territorio italiano si trova solamente al Nord fino ad un'altitudine compresa tra 800 e 1600 m s.l.m..
- Phyteuma ovatum Honck. - Raponzolo plumbeo: la lamina delle foglie basali è appena più lunga che larga, i bordi sono 2 volte profondamente seghettati; la corolla è violaceo-nerastra, raramente è azzurra. L'altezza varia da 5 a 7 dm; il tipo corologico è Orofita - Sud Europeo; l'habitat tipico sono i prati, i cespuglieti e i boschi chiari; sul territorio italiano si trova solamente al Nord fino ad un'altitudine compresa tra 1000 e 2300 m s.l.m..

- Gruppo 2B: la lamina delle foglie sia basali che cauline è cuoriforme; gli stigmi sono 3;

- Phyteuma cordatum Balb. - Raponzolo delle Alpi Marittime: l'altezza varia da 15 a 25 cm; il tipo corologico è Endemico; l'habitat tipico sono le rupi calcaree; sul territorio italiano si trova solamente nelle Alpi Marittime fino ad un'altitudine compresa tra 1800 e 2200 m s.l.m..

- Gruppo 1B: la forma della lamina delle foglie è da lanceolata a lineare, ed è 3 - 20 volte più lunga che larga; prima dell'antesi la corolla è diritta;

- Gruppo 3A: gli stigmi sono 2;

- Gruppo 4A: le foglie basali sono presenti alla fioritura e formano una rosetta; la lamina delle foglie basali alla base è troncata o cuoriforme;

- Phyteuma persicifolium Hoppe - Raponzolo di Zahlbruckner: la superficie delle foglie è glabra; la lamina delle foglie basali alla base è troncata. L'altezza varia da 3 a 6 dm; il tipo corologico è Endemico - Est Alpico; l'habitat tipico sono i prati, le radure e i cespuglieti; sul territorio italiano si trova solamente al Nord Est fino ad un'altitudine compresa tra 700 e 1900 m s.l.m..
- Phyteuma betonicifolium Vill. - Raponzolo montano: la superficie delle foglie è pubescente; la lamina delle foglie basali è cuoriforme. L'altezza varia da 3 a 7 dm; il tipo corologico è Endemico - Alpico; l'habitat tipico sono i prati montani e subalpini, i pascoli e i cespuglieti; sul territorio italiano si trova solamente al Nord fino ad un'altitudine compresa tra 1300 e 2200 m s.l.m..

- Gruppo 4B: le foglie basali non formano una rosetta, e alla fioritura generalmente sono scomparse;

- Phyteuma scorzonerifolium Vill. - Raponzolo di Scorzonera: la superficie delle foglie è glabra; la forma dell'infiorescenza è una spiga cilindrica. L'altezza varia da 3 a 9 dm; il tipo corologico è Sub-Endemico; l'habitat tipico sono i pascoli, i pendii erbosi e i cespuglieti; sul territorio italiano si trova solamente al Nord Ovest fino ad una altitudine compresa tra 400 e 2100 m s.l.m..
- Phyteuma michelii All. - Raponzolo di Micheli: la superficie delle foglie è cigliata; la forma dell'infiorescenza è una spiga ovoide. L'altezza varia da 2 a 5 dm; il tipo corologico è Endemico - Ovest Alpico; l'habitat tipico sono i pascoli alpini e le pietraie; sul territorio italiano si trova solamente al Nord Ovest fino ad una altitudine compresa tra 1500 e 2300 m s.l.m..

- Gruppo 3B: gli stigmi sono 3;

- Phyteuma betonicifolium Vill. - Raponzolo montano. (vedi il gruppo 4A della sezione 1)

- SEZIONE 2: l'infiorescenza è sferica, eventualmente più larga che lunga;

- Gruppo 1A: il picciolo delle foglie basali è ben distinto dalla lamina, che ha una base acuta, tronca o cuoriforme;

- Gruppo 2A: la forma delle brattee alla base dell'infiorescenza è lineare;

- Gruppo 3A: la forma delle foglie cauline è lineare o strettamente lanceolata, con base molto acuta;

- Phyteuma scheuchzeri All. - Raponzolo di Scheuchzer: le brattee sono generalmente più lunghe dell'infiorescenza (da 2 a 7 cm), con portamento patente o riflesso; gli stigmi sono 3. L'altezza varia da 3 a 5 dm; il tipo corologico è Endemico - Sud Alpico; l'habitat tipico sono le rupi umide e ombrose; sul territorio italiano si trova solamente al Nord fino ad una altitudine compresa tra 200 e 2200 m s.l.m..
- Phyteuma charmelii Vill. - Raponzolo di Charmeil: le brattee sono lunghe come l'infiorescenza, con portamento appressato a questa; gli stigmi sono 2. L'altezza varia da 7 a 25 cm; il tipo corologico è Orofita - Sud Ovest Europeo; l'habitat tipico sono le rupi; sul territorio italiano si trova solamente al Nord Ovest fino ad una altitudine compresa tra 800 e 1900 m s.l.m..

- Gruppo 3B: le foglie cauline hanno delle forme ovali-cuoriformi;

- Phyteuma cordatum Balb. - Raponzolo delle Alpi Marittime. (vedi il gruppo 2B della sezione 1)

- Gruppo 2B: la forma delle brattee alla base dell'infiorescenza è triangolare, lanceolata oppure ovale (sono lunghe 1,2 - 3 volte la larghezza);

- Phyteuma sieberi Spreng. - Raponzolo di Sieber: il fusto è alto 4 - 7 cm; le brattee dell'infiorescenza hanno delle forme triangolari, e sono 1,2 - 1,5 volte più lunghe che larghe, con i brodi dentati. Il tipo corologico è Endemico - Sud Est Alpico; l'habitat tipico sono le rupi calcaree; sul territorio italiano si trova solamente al Nord Est fino ad una altitudine compresa tra 1600 e 2600 m s.l.m..
- Phyteuma orbiculare L. - Raponzolo orbiculare: il fusto è alto 20 - 50 cm; le brattee dell'infiorescenza hanno delle forme lanceolate, e sono circa 3 volte più lunghe che larghe, con i brodi interi o dentati. Il tipo corologico è Orofita - Sud Europeo; l'habitat tipico sono i pascoli e i prati; sul territorio italiano si trova al Nord e al Centro fino ad una altitudine compresa tra 600 e 2400 m s.l.m..

- Gruppo 1B: le foglie radicali sono più o meno lineari o spatolate, e sono progressivamente ristrette alla base, senza un picciolo ben differenziato;

- Gruppo 4A: le piante sono piccole (massimo 10 cm); le foglie sono di tipo spatolato, 3 - 4 volte più lunghe che larghe e arrotondate all'apice;

- Phyteuma globularifolium Sternb. & Hoppe   - Raponzolo minore: il tipo corologico è Endemico - Alpico; l'habitat tipico sono i pascoli alpini acidofoli e i curvuleti; sul territorio italiano si trova al Nord fino ad una altitudine compresa tra 2000 e 2800 m s.l.m..

- Gruppo 4B: le piante sono più grandi di 10 cm; le foglie sono di tipo lineare, 10 - 60 volte più lunghe che larghe e a forma acuta;

- Gruppo 5A: i fusti sono alti da 20 a 50 cm; gli stigmi sono 2;

- Phyteuma michelii All. - Raponzolo di Micheli. (vedi il gruppo 4B della sezione 1)

- Gruppo 5B:  i fusti sono alti da 1 a 20 cm; gli stigmi sono 3;

- Gruppo 6A: tutte le foglie sono seghettate sui bordi;

- Phyteuma serratum Viv. - Raponzolo di Corsica: l'altezza varia da 3 a 15 cm; il tipo corologico è Endemico; l'habitat tipico sono le rupi e le pietraie; si trova in Corsica (non sembra che si trovi sul territorio italiano).

- Gruppo 6B: i bordi delle foglie sono interi (solo quelle superiori hanno pochi dentelli);

- Gruppo 7A: le foglie basali sono lunghe quanto lo scapo; i bordi delle foglie cauline sono dentellati; la lunghezza delle brattee è di 10 - 45 mm e superano il capolino;

- Phyteuma humile Gaudin - Raponzolo del Carestia: le brattee dell'infiorescenza sono formate da una parte basale allargata e dentata e una parte apicale lunga, lineare e intera; l'altezza varia da 5 a 13 cm; il tipo corologico è Sub-Endemico; l'habitat tipico sono le rupi granitiche soleggiate; sul territorio italiano si trova al Nord Ovest fino ad una altitudine compresa tra 2000 e 2600 m s.l.m..
- Phyteuma hedraianthifolium Rich. - Raponzolo rupestre: le brattee dell'infiorescenza non sono allargate alla base, sono dentate o intere solo nella parte apicale; l'altezza varia da 5 a 15 cm; il tipo corologico è Sub-Endemico; l'habitat tipico sono le rupi granitiche soleggiate; sul territorio italiano si trova nelle Alpi Centrali fino ad una altitudine compresa tra 1800 e 2500 m s.l.m..

- Gruppo 7B: le foglie basali sono più piccole dello scapo; le foglie cauline sono intere; la lunghezza delle brattee è di 5 - 8 mm e raramente superano il capolino;

- Phyteuma hemisphaericum L. - Raponzolo alpino: l'altezza varia da 5 a 9 cm; il tipo corologico è Orofita - Sud Ovest Europeo; l'habitat tipico sono i pascoli alpini su terreno acido; sul territorio italiano si trova sia nelle Alpi che negli Appennini (escluso il Sud) fino ad una altitudine compresa tra 1900 e 2600 m s.l.m..

### Elenco delle specie europee
Escludendo le specie spontanee del territorio italiano, di seguito sono elencate le altre specie spontanee europee del genere Phyteuma con la relativa distribuzione.
- Phyteuma confusum A. Kern., 1870 - Austria e Penisola Balcanica
- Phyteuma gallicum  Rich. Schulz, 1904 - Francia
- Phyteuma nigrum  F. W. Schmidt, 1794 - Europa Centrale e Russia
- Phyteuma pseudorbiculare  Pant., 1874 - Penisola Balcanica (per alcune checklist è un sinonimo di P. orbiculare)
- Phyteuma tenerum  Rich. Schulz, 1904 - Europa Centrale, Spagna e Gran Bretagna (per alcune checklist è un sinonimo di P. orbiculare)
- Phyteuma tetramerum  Schur, 1853 - Romania e Ucraina
- Phyteuma vagneri  A. Kern., 1884 - Romania e Ucraina
- Phyteuma villarsii  Rich. Schulz, 1904 - Francia (per alcune checklist è un sinonimo di P. charmelii)

Attualmente (gennaio 2021) per il genere di questa voce sono state classificate 22 specie (più 5 ibridi).

## Alcune specie

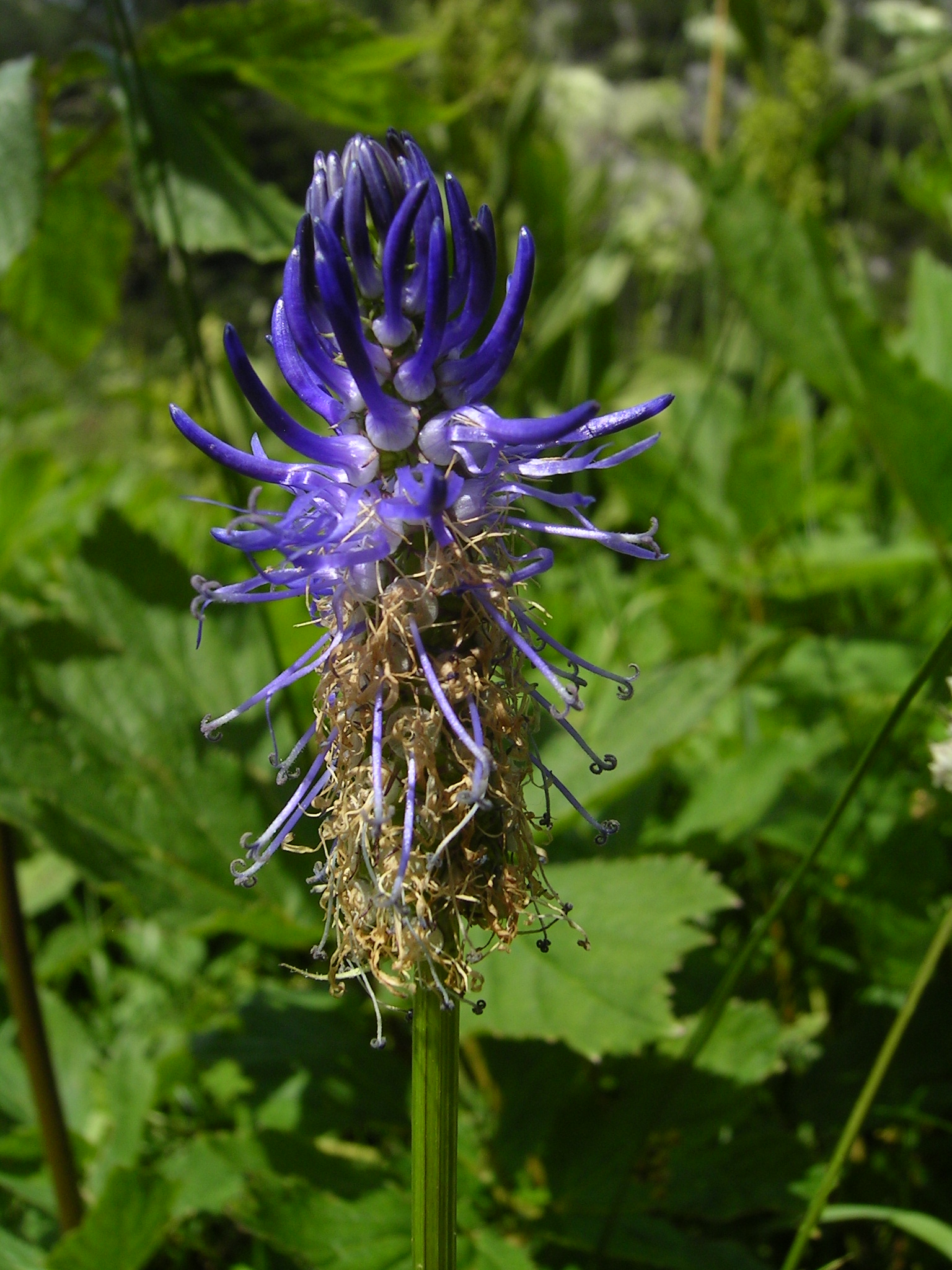
Phyteuma betonicifolium
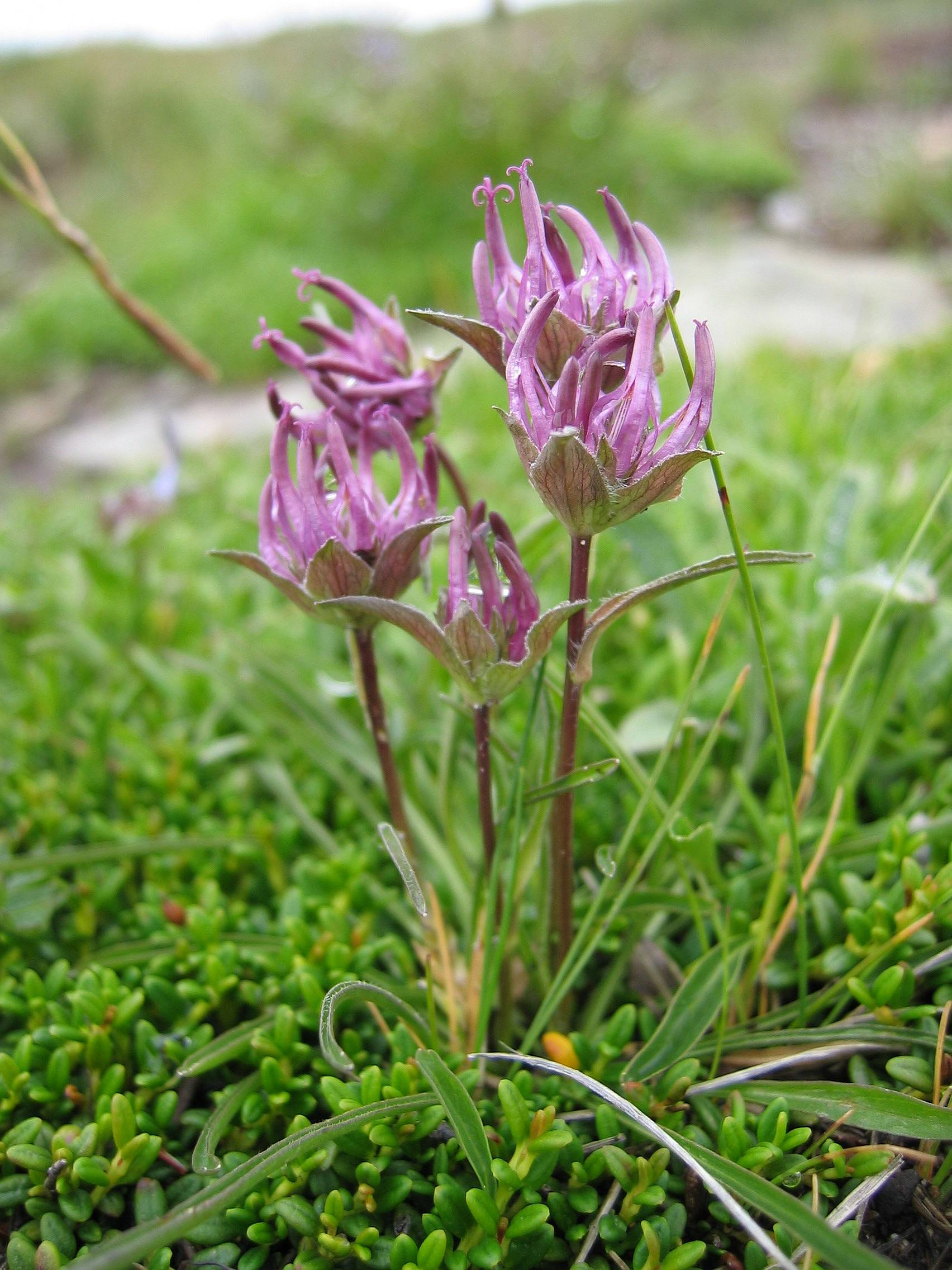
Phyteuma confusum
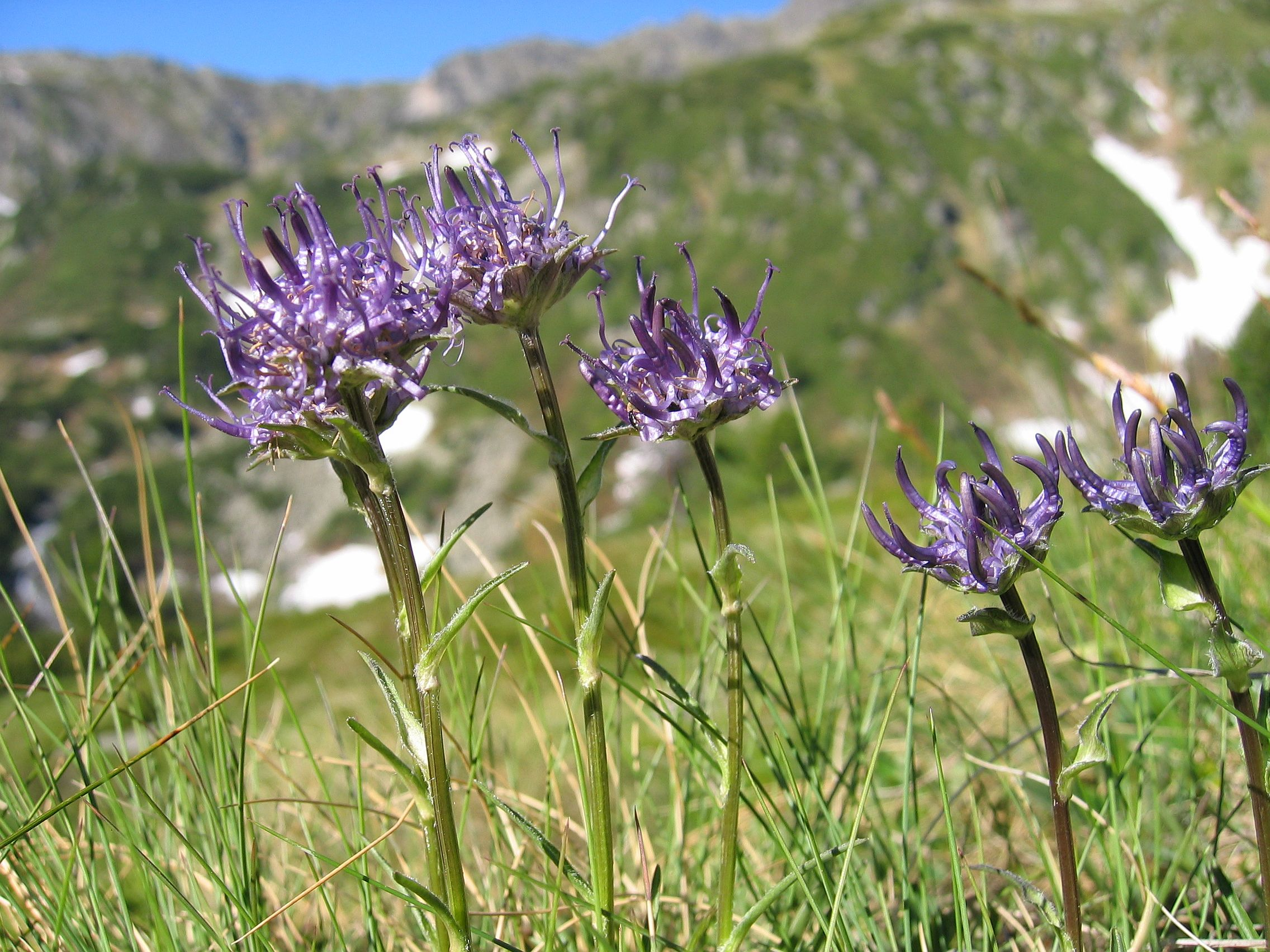
Phyteuma hemisphaericum
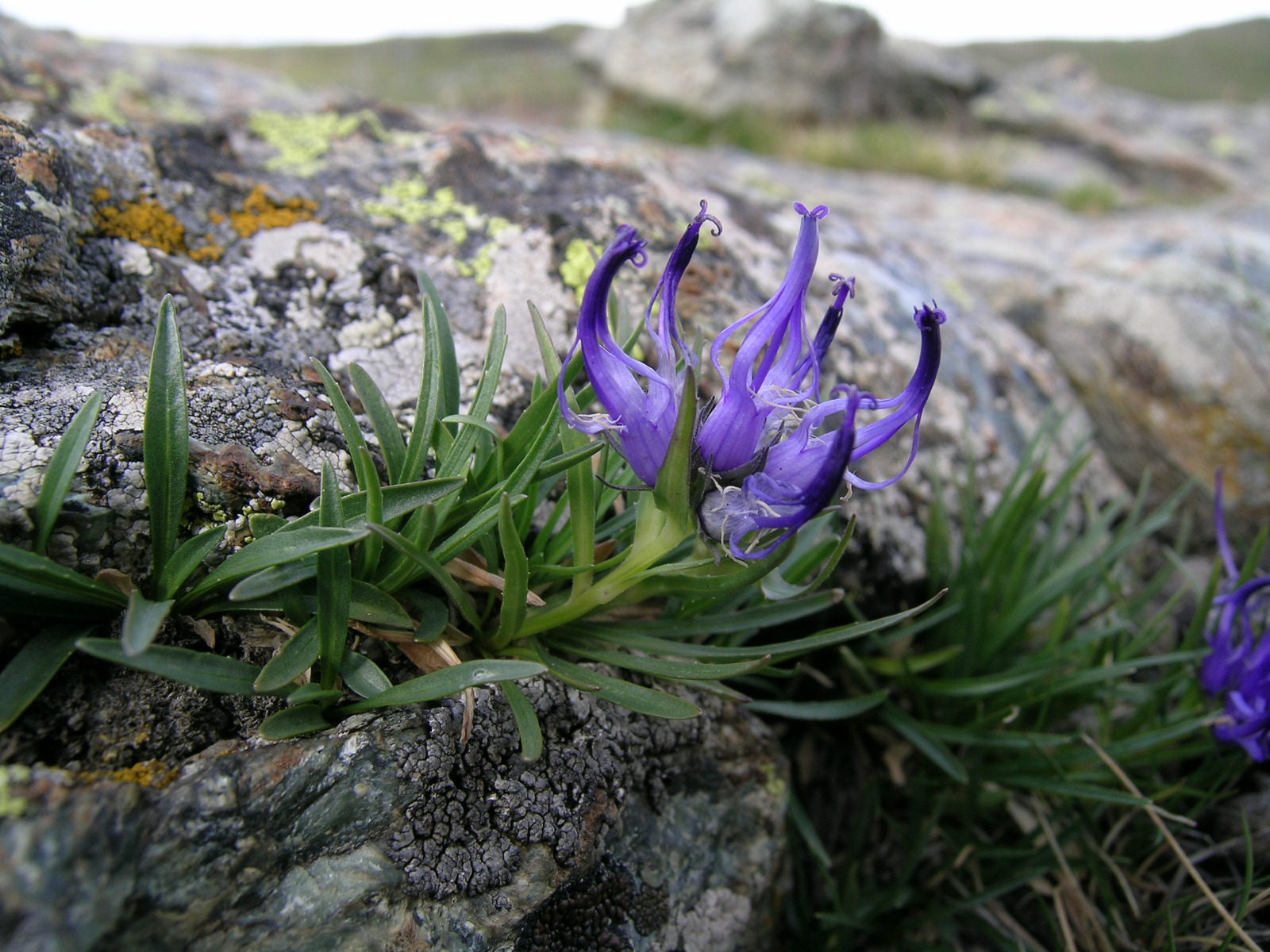
Phyteuma humile
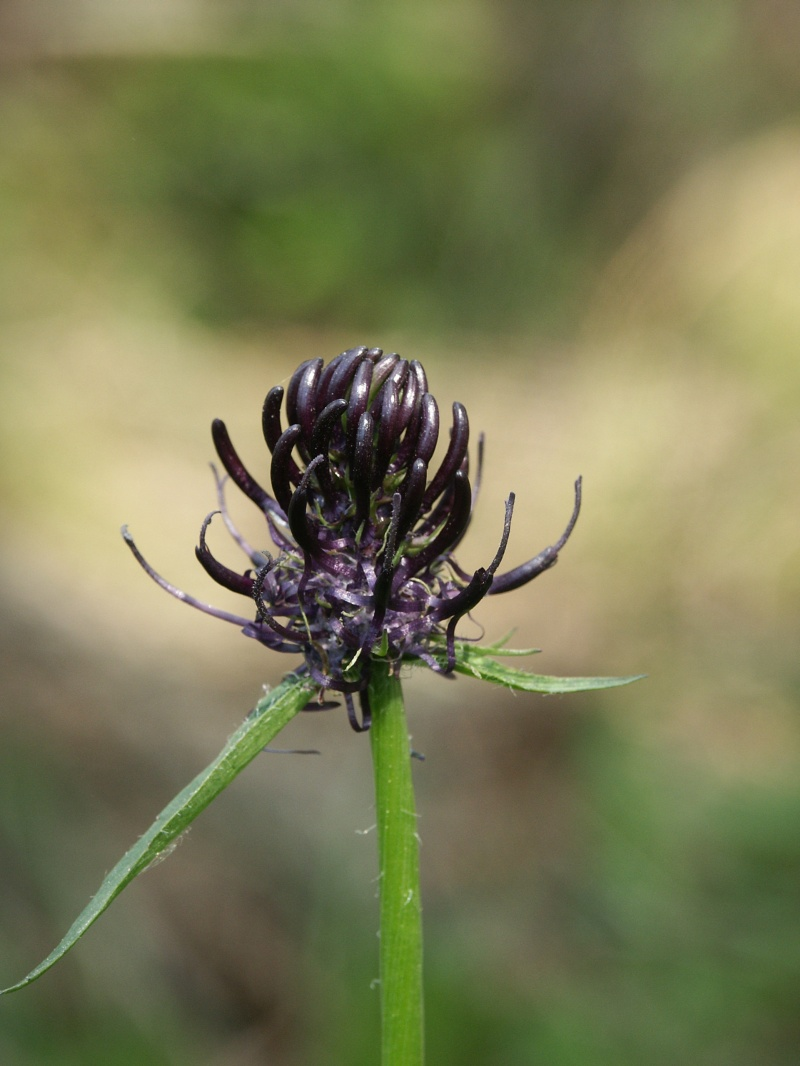
Phyteuma nigrum
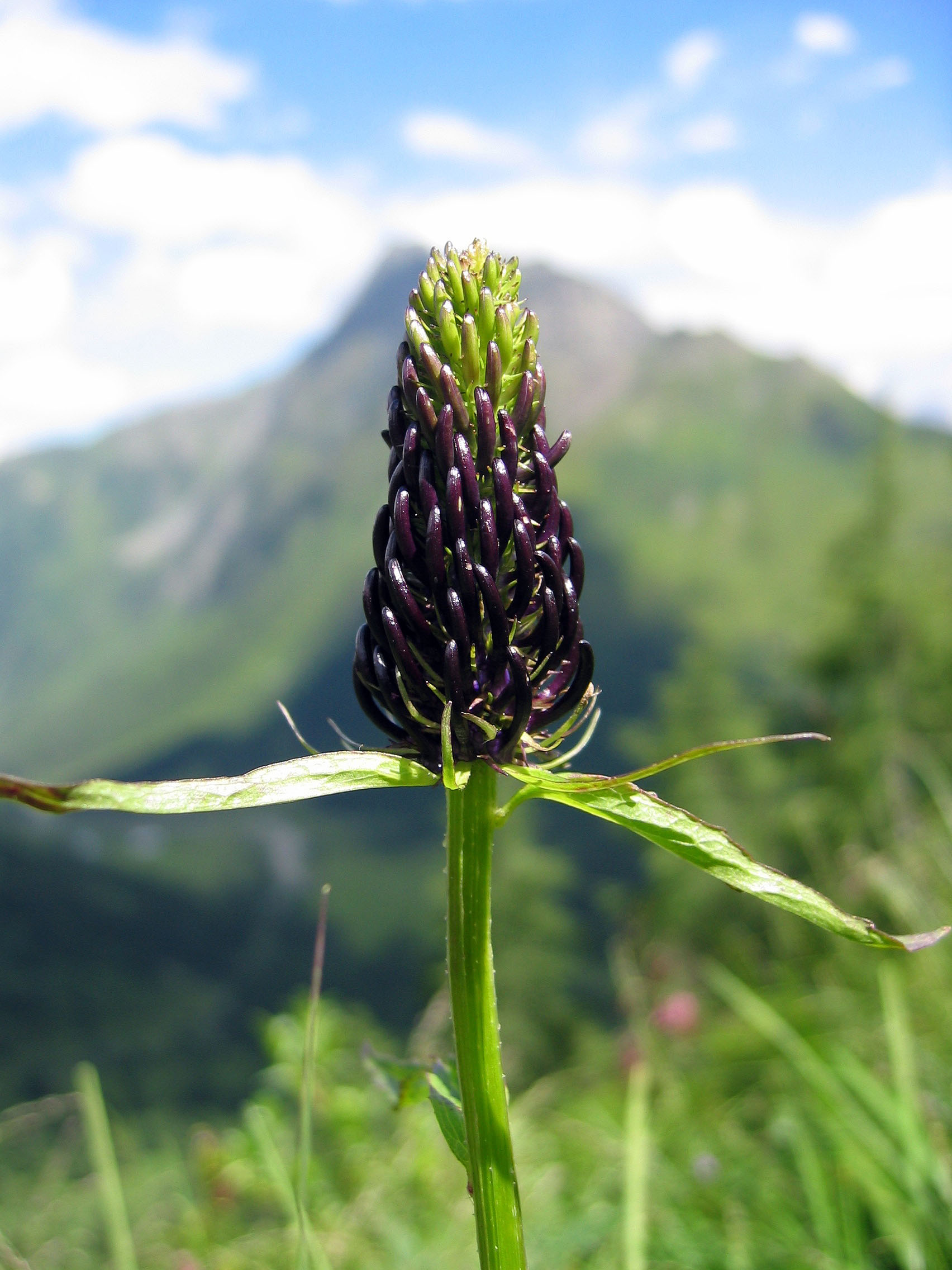
Phyteuma ovatum
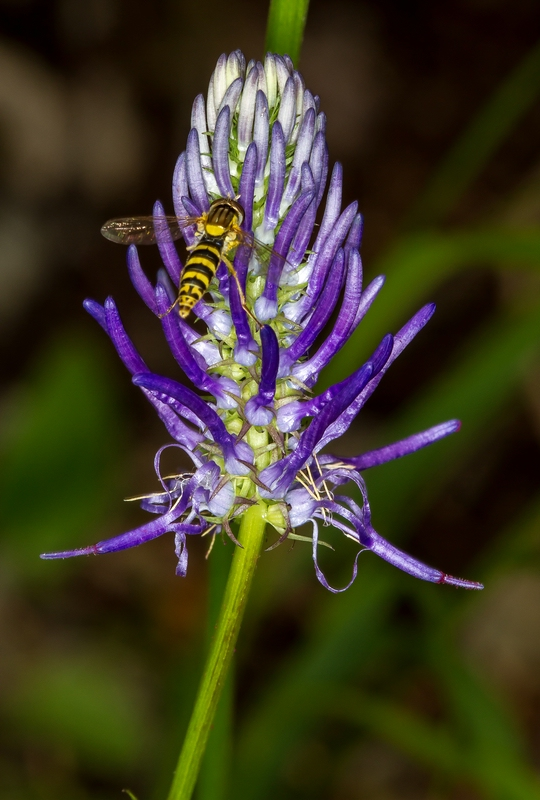
Phyteuma persicifolium
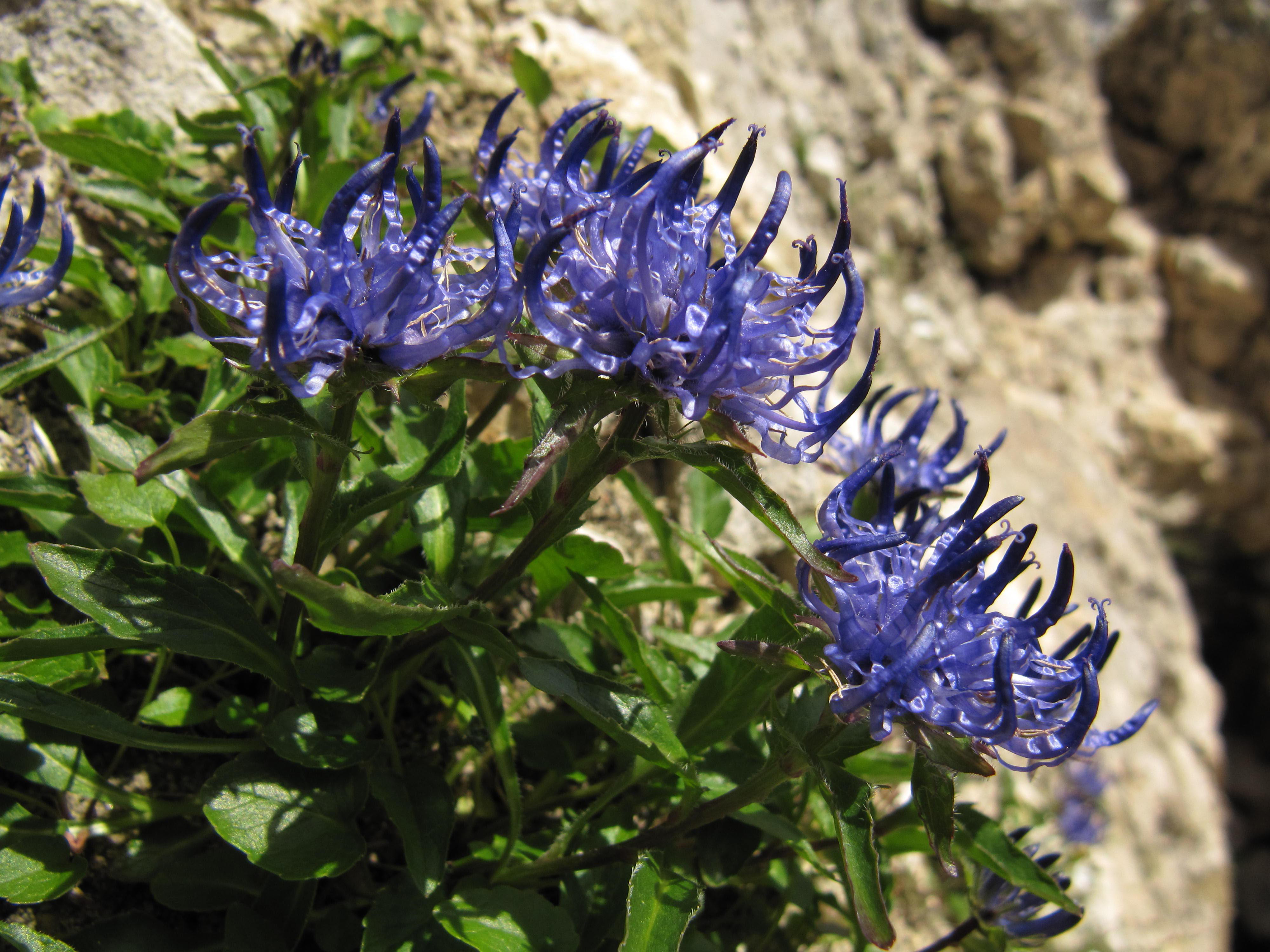
Phyteuma sieberi
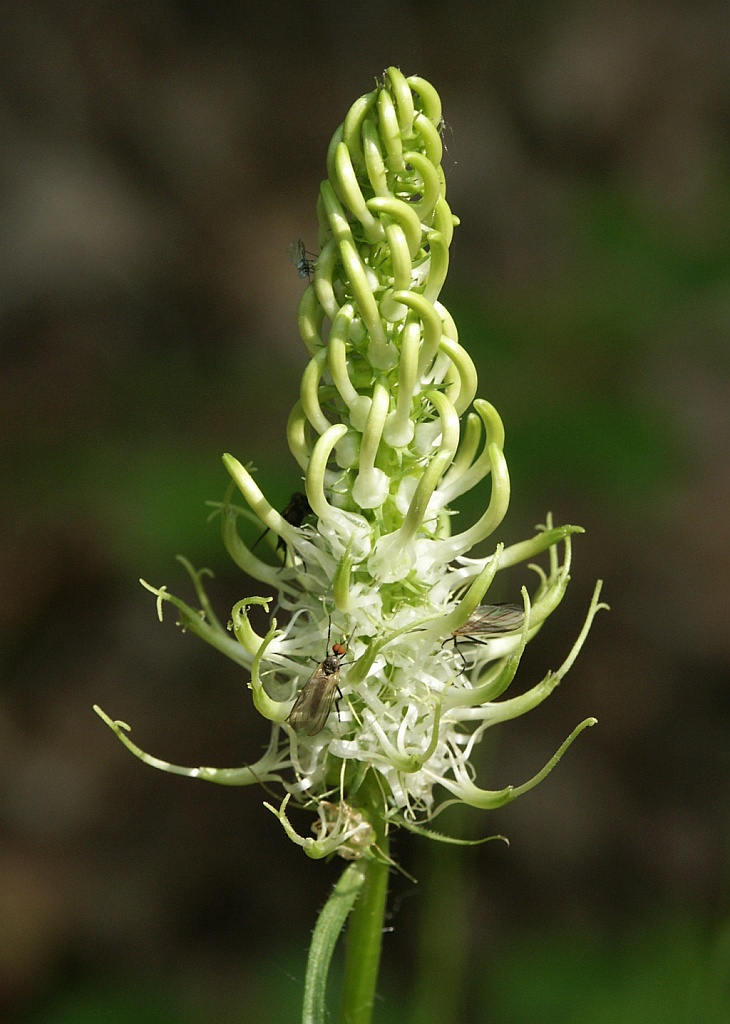
Phyteuma spicatum